# Mikiel Habtom
Mikiel Habtom, né le 1er janvier 1991 est un coureur cycliste érythréen.

## Palmarès
- 2015
  - 3e, 5e et 7e étapes du Tour du Faso
- 2016
  - Fenkel Northern Redsea
  - 3e du championnat d’Érythrée sur route
- 2017
  - Circuit d'Asmara
- 2022
  -  Champion d'Afrique du contre-la-montre par équipes (avec Aklilu Gebrehiwet, Henok Mulubrhan et Dawit Yemane)
  -  Médaillé d'argent du championnat d'Afrique du contre-la-montre par équipes mixte

## Classements mondiaux
| Année                                 | 2015 | 2016 | 2017  |
| ------------------------------------- | ---- | ---- | ----- |
| Classement mondial                    |      | 641e | 1203e |
| UCI Africa Tour                       | 80e  | 26e  | 58e   |
|                                       |      |      |       |
| Légende : nc = non classéSource : UCI |      |      |       |